# Mirko Ranù
Mirko Ranù (Roma, 10 novembre 1987) è un ballerino, cantante, attore e personaggio televisivo italiano.

## Biografia
Nato a Roma, di origini calabresi, debutta in teatro a 19 anni in Gian Burrasca - Il Musical. Prende poi parte al tour nazionale di Fame - Saranno famosi nel ruolo di Nick Piazza.
In seguito è nel corpo di ballo di Profondo Rosso - Il Musical (2007-2008) supervisionato dal regista Dario Argento, mentre la stagione successiva è chiamato da Gianluca Guidi come corista/ballerino in Facciamo l'amore (2008-2009), remake teatrale di Let's Make Love (Facciamo l'amore, 1960), insieme a Enzo Garinei, Lorenza Mario e Aldo Ralli.
Nell'estate del 2009 la Compagnia della Rancia lo sceglie come nuovo Danny Zuko per la tredicesima edizione del musical Grease che seguirà per tutto l'inverno del 2010 in tour nazionale.
Ballerino e cantante in Sindrome Da Musical (2010) di Lena Biolcati, con Manuel Frattini.
Nella stagione 2010-2011 Stage Entertainment Italia produce Flashdance - Il Musical e lo scrittura per il ruolo di Cc La Drue ed ensemble dello spettacolo stesso.
La parte che gli regala popolarità a livello teatrale è senza dubbio quella di Adam/Felicia in Priscilla, la regina del deserto - Il Musical (2011-2012; 2012-2013) che ha vinto sei Musical Award 2013 (Migliore Spettacolo, Migliore Attore Protagonista, Migliore Regia, Migliori Costumi, Migliore Scenografia, Migliori Coreografie): Ranù viene scelto dal team australiano per interpretare il ruolo di una delle tre drag queen protagoniste nella versione teatrale del film premio Oscar del 1994 con la regia di Simon Phillips, ruolo che nella pellicola originale era stato interpretato da Guy Pearce.
Da ottobre 2013 entra a far parte, nel ruolo de L'uomo talent, della scuderia dei personaggi del Minimondo nella terza edizione di Avanti un altro!, programma preserale di Canale 5, condotto da Paolo Bonolis (e nella terza e quarta stagione anche da Gerry Scotti nella seconda parte) con la partecipazione di Luca Laurenti.

 Da Settembre 2015 interpreta il ruolo del Supereroe sempre all'interno del Minimondo.
A dicembre 2013 è insignito del "Premio nazionale Sandro Massimini" (Festival Internazionale dell'Operetta, Trieste 2013), con la seguente motivazione:
Dopo tre anni ritorna in scena nel 2016 sul palcoscenico del Teatro Manzoni di Milano con West Side Story, interpretando il ruolo di Diesel. Ancora una volta le celebri coreografie originali portano la firma di Jerome Robbins, coreografo e regista (insieme a Robert Wise) del pluripremiato film del 1961 vincitore di 10 premi Oscar, un Grammy e 6 Tony Award.
In The Bodyguard - Guardia del corpo il musical, trasposizione teatrale dell'omonimo film del 1992 in scena al Teatro Nazionale di Milano (2017), è l'agente FBI Ray Court accanto ad Ettore Bassi (che interpreta il ruolo che fu di Kevin Costner) e Karima (corpo e voce di Whitney Houston nel musical). Nello stesso spettacolo Ranù è nel corpo di ballo scelto dal coreografo internazionale Bill Goodson.
A sette anni di distanza dal debutto originale italiano di Priscilla, la regina del deserto, torna a vestire i panni di Adam/Felicia nella stagione teatrale 2018-2019 in tour in tutta Italia. 
A trent'anni esatti dall’uscita nelle sale cinematografiche del film Ghost - Fantasma (1990), da gennaio 2020 Ranù interpreta il ruolo di Sam Wheat (Patrick Swayze) nell'omonimo musical che porta la firma del regista teatrale Federico Bellone. Il libretto del musical è curato dallo stesso sceneggiatore premio Oscar del film Bruce Joel Rubin, musiche scritte da David A. Stewart (Eurythmics) e Glen Ballard.
Appare nel video musicale "A due passi da me" di Molì uscito a settembre 2022.
È Giulio Capuleti in Romeo & Giulio  spettacolo in prosa nella versione rivisitata del celebre capolavoro shakespeariano in chiave LGBT, per la regia di W. Palamenga (2022).
Nel 2023, in occasione del decennale dal debutto di "Priscilla la regina del deserto", torna ad interpretare Adam/Felicia insieme ai protagonisti delle prime due stagioni.

## Teatro
- Gian Burrasca (2006)
- Fame (2007)
- Profondo Rosso (2007-2008)
- Facciamo l'amore (2008-2009)
- Grease (2009-2010)
- Sindrome da Musical (2010)
- Flashdance (2010-2011)
- Priscilla, la regina del deserto (2011-2013)
- West Side Story (2016)
- The Bodyguard - Guardia del corpo il musical (2017)
- Priscilla, la regina del deserto (2018-2019)
- GHOST il musical (2020-2022)
- Romeo & Giulio (2022)
- Priscilla, la regina del deserto (2023)
- Anfitrione (2023)
- Lisistrata, lo sciopero del sesso (2024)
- Il Misantropo (2024)

## Televisione
- Avanti un altro! (2013-2016)